# Indianola (Mississippi)
Indianola é uma cidade localizada no estado americano de Mississippi, no Condado de Sunflower.

## Demografia
Segundo o censo americano de 2000, a sua população era de 12.066 habitantes.
Em 2006, foi estimada uma população de 11.264, um decréscimo de 802 (-6.6%).

## Geografia
De acordo com o United States Census Bureau tem uma área de
22,5 km², dos quais 22,3 km² cobertos por terra e 0,2 km² cobertos por água. Indianola localiza-se a aproximadamente 37 m acima do nível do mar.

## Localidades na vizinhança
O diagrama seguinte representa as localidades num raio de 24 km ao redor de Indianola.